# Zakerana pierrei
Espèce
Synonymes
- Rana pierrei Dubois, 1975
- Fejervarya pierrei (Dubois, 1975)

Statut de conservation UICN

 LC  : Préoccupation mineure
Zakerana pierrei est une espèce d'amphibiens de la famille des Dicroglossidae.

## Répartition
Cette espèce se rencontre en dessous de 500 m d'altitude :
- dans le centre et l'Est du Népal ;
- dans le nord de l'Inde ;
- dans le sud-est du Bangladesh.

## Publication originale
- Dubois, 1975 : Un nouveau complexe d'espèces jumelles distinguées par le chant: les grenouilles de Népal voisines de Rana limnocharis Boie (Amphibienes, Anoures). Comptes Rendus Hebdomadaires des Séances de l'Académie des Sciences, Paris, vol. 281, p. 1717-1720.